# Peter McNamara
Peter McNamara (Melbourne, Austràlia, 5 de juliol de 1955 − Sonthofen, Alemanya, 20 de juliol de 2019) va ser un tennista australià actiu en la dècada de 1980 i posteriorment entrenador de tennis.
Va acumular cinc títols individuals i dinou en dobles masculins, que li van permetre arribar al setè (1983) i al tercer (1982) llocs dels rànquings respectius. Entre aquests títols destaquen tres títols de Grand Slam, un Open d'Austràlia (1979) i dos Wimbledon (1980 i 1982), tots aconseguits junt a Paul McNamee.
Després de la seva retirada va exercir com a entrenador de tennis, entre els quals destaquen Mark Philippoussis, Grigor Dimitrov, Matthew Ebden i Wang Qiang.
Es va casar en primera instància amb Catie Raynor, amb qui va tenir dos fills: Daniel i Justin. Després del divorci va tenir dos fills més amb la seva parella Isabella Cowan: Rochelle i Julien. Finalment es va tornar a casar amb Petra Leiner i es va establir a Sonthofen (Alemanya) amb la seva dona. Va morir el 20 de juliol de 2019, a l'edat de 64 anys, a causa d'un càncer de pròstata.

## Torneigs de Grand Slam

### Dobles masculins: 5 (3−2)
| Resultat  | Núm. | Any  | Torneig              | Parella         | Oponents                   | Marcador           |
| --------- | ---- | ---- | -------------------- | --------------- | -------------------------- | ------------------ |
| Guanyador | 1.   | 1979 | Open d'Austràlia     | Paul McNamee    | Cliff Letcher Paul Kronk   | 7−6, 6−2           |
| Guanyador | 2.   | 1980 | Wimbledon            | Paul McNamee    | Robert Lutz Stan Smith     | 7−6, 6−3, 6−7, 6−4 |
| Finalista | 1.   | 1980 | Open d'Austràlia (2) | Paul McNamee    | Mark Edmondson Kim Warwick | 5−7, 4−6           |
| Finalista | 2.   | 1981 | US Open              | Heinz Günthardt | Peter Fleming John McEnroe | Renúncia           |
| Guanyador | 3.   | 1982 | Wimbledon            | Paul McNamee    | Peter Fleming John McEnroe | 6−3, 6−2           |

## Palmarès

### Individual: 12 (5−7)
| Títols per superfície |
| --------------------- |
| Dura (0−0)            |
| Gespa (0−0)           |
| Terra batuda (3−4)    |
| Moqueta (2−3)         |

| Resultat  | Núm. | Data                 | Torneig                        | Superfície   | Oponent           | Marcador                |
| --------- | ---- | -------------------- | ------------------------------ | ------------ | ----------------- | ----------------------- |
| Guanyador | 1.   | 18 de juny de 1979   | Berlín, Alemanya Occidental    | Terra batuda | Patrice Dominguez | 6−4, 6−0, 6−7, 6−2      |
| Finalista | 1.   | 9 de juliol de 1979  | Gstaad, Suïssa                 | Terra batuda | Ulrich Pinner     | 2−6, 4−6, 5−7           |
| Guanyador | 2.   | 9 de juny de 1980    | Brussel·les, Bèlgica           | Terra batuda | Balázs Taróczy    | 7−6, 6−3, 6−0           |
| Finalista | 2.   | 20 d'octubre de 1980 | Melbourne, Austràlia           | Moqueta (i)  | Vitas Gerulaitis  | 5−7, 3−6                |
| Guanyador | 3.   | 11 de maig de 1981   | Hamburg, Alemanya Occidental   | Terra batuda | Jimmy Connors     | 7−6, 6−1, 4−6, 6−4      |
| Guanyador | 4.   | 19 d'octubre de 1981 | Melbourne                      | Moqueta (i)  | Vitas Gerulaitis  | 6−4, 1−6, 5−5, retirada |
| Finalista | 3.   | 25 de gener de 1982  | Delray Beach, Estats Units     | Terra batuda | Ivan Lendl        | 4−6, 6−4, 4−6, 5−7      |
| Finalista | 4.   | 29 de març de 1982   | Frankfurt, Alemanya Occidental | Moqueta (i)  | Ivan Lendl        | 2−6, 2−6                |
| Finalista | 5.   | 10 de maig de 1982   | Hamburg                        | Terra batuda | José Higueras     | 4−6, 6−7, 7−6, 6−3, 6−7 |
| Finalista | 6.   | 7 de juny de 1982    | Venècia, Itàlia                | Terra batuda | José Luis Clerc   | 6−7, 1−6                |
| Finalista | 7.   | 25 d'octubre de 1982 | Tòquio, Japó                   | Moqueta (i)  | John McEnroe      | 6−7, 5−7                |
| Guanyador | 5.   | 7 de març de 1983    | Brussel·les (2)                | Moqueta (i)  | Ivan Lendl        | 6−4, 4−6, 7−6           |

### Dobles masculins: 30 (19−11)
| Títols per superfície |
| --------------------- |
| Dura (0−2)            |
| Gespa (6−2)           |
| Terra batuda (9−6)    |
| Moqueta (4−1)         |

| Resultat  | Núm. | Data                   | Torneig                                  | Superfície   | Parella         | Oponents                         | Marcador                |
| --------- | ---- | ---------------------- | ---------------------------------------- | ------------ | --------------- | -------------------------------- | ----------------------- |
| Finalista | 1.   | 22 de desembre de 1975 | Sydney, Austràlia                        | Gespa        | Chris Kachel    | Mark Edmondson John Marks        | 1−6, 1−6                |
| Guanyador | 1.   | 2 d'abril de 1979      | Niça, França                             | Terra batuda | Paul McNamee    | Pavel Složil Tomáš Šmíd          | 6−1, 3−6, 6−2           |
| Guanyador | 2.   | 9 d'abril de 1979      | El Caire, Egipte                         | Terra batuda | Paul McNamee    | Anand Amritraj Vijay Amritraj    | 7−5, 6−4                |
| Guanyador | 3.   | 11 de juny de 1979     | Brussel·les, Bèlgica                     | Terra batuda | Billy Martin    | Carlos Kirmayr Balázs Taróczy    | 5−7, 7−5, 6−4           |
| Guanyador | 4.   | 17 de setembre de 1979 | Palerm, Itàlia                           | Terra batuda | Paul McNamee    | Ismail El Shafei John Feaver     | 7−5, 7−6                |
| Guanyador | 5.   | 17 de desembre de 1979 | Sydney                                   | Gespa        | Paul McNamee    | Steve Docherty Christopher Lewis | 7−6, 6−3                |
| Guanyador | 6.   | 24 de desembre de 1979 | Open d'Austràlia, Austràlia              | Gespa        | Paul McNamee    | Cliff Letcher Paul Kronk         | 7−6, 6−2                |
| Guanyador | 7.   | 7 d'abril de 1980      | Houston, Estats Units                    | Terra batuda | Paul McNamee    | Marty Riessen Sherwood Stewart   | 6−4, 6−4                |
| Finalista | 2.   | 5 de maig de 1980      | Forest Hills, Estats Units               | Terra batuda | Paul McNamee    | Peter Fleming John McEnroe       | 2−6, 7−5, 2−6           |
| Guanyador | 8.   | 23 de juny de 1980     | Wimbledon, Regne Unit                    | Gespa        | Paul McNamee    | Robert Lutz Stan Smith           | 7−6, 6−3, 6−7, 6−4      |
| Finalista | 3.   | 14 de juliol de 1980   | Båstad, Suècia                           | Terra batuda | John Feaver     | Heinz Günthardt Markus Günthardt | 4−6, 4−6                |
| Guanyador | 9.   | 15 de desembre de 1980 | Sydney (2)                               | Gespa        | Paul McNamee    | Vitas Gerulaitis Brian Gottfried | 6−2, 6−4                |
| Finalista | 4.   | 30 de desembre de 1980 | Open d'Austràlia                         | Gespa        | Paul McNamee    | Mark Edmondson Kim Warwick       | 5−7, 4−6                |
| Guanyador | 10.  | 6 de gener de 1981     | Masters Doubles WCT, Londres, Regne Unit | Moqueta (i)  | Paul McNamee    | Victor Amaya Hank Pfister        | 6−3, 2−6, 3−6, 6−3, 6−2 |
| Finalista | 5.   | 12 de gener de 1981    | Volvo Masters, Nova York, Estats Units   | Moqueta (i)  | Paul McNamee    | Peter Fleming John McEnroe       | 4−6, 3−6                |
| Finalista | 6.   | 11 de maig de 1981     | Hamburg, Alemanya Occidental             | Terra batuda | Paul McNamee    | Hans Gildemeister Andrés Gómez   | 4−6, 6−3, 4−6           |
| Guanyador | 11.  | 13 de juliol de 1981   | Stuttgart, Alemanya Occidental           | Terra batuda | Paul McNamee    | Mark Edmondson Mike Estep        | 2−6, 6−4, 7−6           |
| Guanyador | 12.  | 27 de juliol de 1981   | North Conway, Estats Units               | Terra batuda | Heinz Günthardt | Pavel Složil Ferdi Taygan        | 6−7, 7−5, 6−4           |
| Finalista | 7.   | 31 d'agost de 1981     | US Open, Estats Units                    | Dura         | Heinz Günthardt | Peter Fleming John McEnroe       | Renúncia                |
| Guanyador | 13.  | 14 de setembre de 1981 | Sawgrass, Estats Units                   | Terra batuda | Heinz Günthardt | Robert Lutz Stan Smith           | 7−6, 3−6, 7−6, 5−7, 6−4 |
| Guanyador | 14.  | 19 de gener de 1981    | Melbourne, Austràlia                     | Moqueta (i)  | Paul Kronk      | Sherwood Stewart Ferdi Taygan    | 3−6, 6−3, 6−4           |
| Guanyador | 15.  | 14 de desembre de 1981 | Sydney (3)                               | Gespa        | Paul McNamee    | Hank Pfister John Sadri          | 6−7, 7−6, 7−6           |
| Guanyador | 16.  | 22 de març de 1982     | Milà, Itàlia                             | Moqueta (i)  | Heinz Günthardt | Mark Edmondson Sherwood Stewart  | 7−6, 7−6                |
| Guanyador | 17.  | 5 d'abril de 1982      | Montecarlo, Mònaco                       | Terra batuda | Paul McNamee    | Mark Edmondson Sherwood Stewart  | 6−7, 7−6, 6−3           |
| Finalista | 8.   | 12 d'abril de 1982     | Houston                                  | Terra batuda | Mark Edmondson  | Kevin Curren Steve Denton        | 5−7, 4−6                |
| Guanyador | 18.  | 21 de juny de 1982     | Wimbledon (2)                            | Gespa        | Paul McNamee    | Peter Fleming John McEnroe       | 6−3, 6−2                |
| Finalista | 9.   | 15 de novembre de 1982 | São Paulo, Brasil                        | Terra batuda | Ferdi Taygan    | Carlos Kirmayr Cássio Motta      | 3−6, 1−6                |
| Guanyador | 19.  | 14 de febrer de 1983   | Memphis, Estats Units                    | Moqueta (i)  | Paul McNamee    | Tim Gullikson Tom Gullikson      | 6−3, 5−7, 6−4           |
| Finalista | 10.  | 8 de juliol de 1985    | Boston, Estats Units                     | Terra batuda | Paul McNamee    | Libor Pimek Slobodan Živojinović | 6−2, 4−6, 6−7           |
| Finalista | 11.  | 13 d'octubre de 1986   | Sydney                                   | Dura (i)     | Paul McNamee    | Boris Becker John Fitzgerald     | 4−6, 6−7                |

### Equips: 1 (1−0)
| Resultat  | Núm. | Data                      | Torneig                          | Superfície | Equip                                 | Oponents                                                   | Marcador |
| --------- | ---- | ------------------------- | -------------------------------- | ---------- | ------------------------------------- | ---------------------------------------------------------- | -------- |
| Guanyador | 1.   | 26−28 de desembre de 1986 | Copa Davis, Melbourne, Austràlia | Gespa      | Pat Cash John Fitzgerald Paul McNamee | Stefan Edberg Anders Järryd Joakim Nyström Mikael Pernfors | 3−2      |

## Trajectòria

### Individual
| Open d'Austràlia | 4R  | 1R  | 1R  | 1R  | 4R    | 4R    | SF    | QF    | A     | A    | 1R  | 1R  | NC  | 1R  | 0 / 11  |         |
| Roland Garros | A   | A   | A   | A   | A     | 1R    | 4R    | 4R    | QF    | A    | A   | 1R  | A   | A   | 0 / 5   |         |
| Wimbledon | 1R  | A   | A   | A   | 2R    | 2R    | 1R    | QF    | 1R    | A    | A   | 1R  | A   | A   | 0 / 7   |         |
| US Open | A   | A   | A   | A   | A     | A     | 3R    | 3R    | A     | A    | A   | A   | A   | A   | 0 / 2   |         |
| Total Victòries−Derrotes                                                                                                   | 3−4 | 0−2 | 3−8 | 3−8 | 14−15 | 39−25 | 41−24 | 46−15 | 42−24 | 10−4 | 0−1 | 4−9 | 3−1 | 0−1 | 205−137 | 205−137 |
| Rànquing a final d'any | 205 | 193 | 181 | 181 | 77    | 46    | 39    | 10    | 11    | 22   | 745 | 249 | 336 | 954 |         |         |
| Llegenda: G: Guanyador; F: Finalista; SF: Semifinalista; QF: Quarts de final; Q: Qualificació; A: Absent; RR: Round Robin; |     |     |     |     |       |       |       |       |       |      |     |     |     |     |         |         |

### Dobles masculins
| Open d'Austràlia | 1R | 1R  | 1R  | 1R  | 1R  | G  | F  | QF | A    | A   | 1R  | 2R    | NC  | 2R  | 1 / 10  |         |
| Roland Garros | A  | A   | 1R  | 1R  | 2R  | 3R | 3R | QF | A    | A   | A   | 2R    | A   | 1R  | 0 / 7   |         |
| Wimbledon | A  | 1R  | A   | A   | 1R  | 2R | G  | SF | G    | A   | A   | SF    | 3R  | 1R  | 2 / 10  |         |
| US Open | A  | A   | A   | A   | A   | A  | SF | F  | A    | A   | A   | 3R    | 1R  | A   | 0 / 4   |         |
| Total Victòries−Derrotes                                                                                                   |    | 2−5 | 7−9 | 7−9 |     |    |    |    | 24−7 | 8−3 | 3−2 | 17−11 | 5−3 | 5−9 | 236−118 | 236−118 |
| Rànquing a final d'any | −  | −   | 207 | 207 | 157 | 29 | 22 | 12 | 3    | 14  | 324 | 31    | 135 | 214 |         |         |
| Llegenda: G: Guanyador; F: Finalista; SF: Semifinalista; QF: Quarts de final; Q: Qualificació; A: Absent; RR: Round Robin; |    |     |     |     |     |    |    |    |      |     |     |       |     |     |         |         |

## Guardons
- ATP Most Improved Player (1982)